# Sergent ala-roig
El sergent ala-roig o merla ala-roja (Agelaius phoeniceus) és una espècie d'ocell de la família dels ictèrids (Icteridae) que habita zones palustres i terres de conreu d'Amèrica del Nord i Central, des de l'est d'Alaska cap al sud, a través del Canadà, Estats Units i Mèxic fins al nord de Costa Rica i les Bahames.